# كأس ويلز 1966–67
كأس ويلز 1966–67 (بالإنجليزية: 1966–67 Welsh Cup)‏ هو موسم من كأس ويلز. فاز فيه كارديف سيتي.